# Cercococcyx lemaireae
Cercococcyx lemaireae (лат.) — вид птиц из семейства кукушковых. Ранее вид считался западной популяцией C. mechowi, с представителями которого птицы идентичны морфологически. Выделение Cercococcyx lemaireae в отдельный таксон было обосновано различной вокализацией этих птиц, особенности которой подробно изучили учёные. Cercococcyx lemaireae имеет два варианта песни, а C. mechowi использует две другие, отличные от них звуковые вариации.
Вид не признан Международным союзом орнитологов.

## Распространение
Обитают в Западной Африке к западу от гор Бакосси от Сьерра-Леоне до восточной части Камеруна.